# Lista do Património Mundial em Portugal

Um sítio Património Mundial da UNESCO é um local de importância mundial para a preservação dos patrimónios históricos e naturais de diversos países, tal como descrito na Convenção da UNESCO para o Património Mundial, estabelecida em 1972. Portugal adoptou a convenção em 30 de Setembro de 1980, fazendo os seus sítios históricos disponíveis para inclusão na lista. Os primeiros sítios incluídos na lista saíram em 1983 da 7ª Sessão do Comité do Património Mundial que aconteceu em Florença, Itália: Zona Central da cidade de Angra do Heroísmo nos Açores, o Mosteiro da Batalha em Batalha, o Convento de Cristo em Tomar, e a inscrição conjunta do Mosteiro dos Jerónimos e a Torre de Belém em Lisboa.
Portugal tem 17 sítios inscritos na lista, 16 culturais e um natural, de acordo com os critérios de selecção. Três estão localizados nos arquipélagos dos Açores e Madeira, e um outro partilhado com Espanha. As mais recentes inscrições foram em 2019 e incluem as edificações Reais em Mafra e o Santuário do Bom Jesus do Monte em Braga.

## Lista de locais
- Nome: como listado pelo Comité do Património Mundial
- Local: cidade ou província do sítio; coordenadas
- Período: período de tempo de significância, tipicamente da construção
- Dados UNESCO: o número de referência do sítio; ano em que o sítio foi inscrito na lista; critérios da razão pela inscrição do sítio (a coluna ordena o ano da inscrição);[nb 1] área (em ha) do sitio (além de zona tampão)
- Descrição: breve descrição do sítio (da UNESCO)
- Sítio transnacional

### Sítios inscritos
| “ | O vinho tem sido produzido pelos donos da terras no Douro há mais de 2,000 anos. Desde o séc. XVIII, o seu principal produto, o Vinho do Porto, é mundialmente famoso devido à sua qualidade. Esta longa tradição de vinicultura produziu uma paisagem cultural de uma beleza estonteante, que reflecte a sua evolução económica, tecnológica e social. | ” |

| “ | Situada numa das ilhas do arquipélago dos Açores, era um porto obrigatório desde o séc. XV até ao surgimento do barco a vapor no séc. XIX. As fortificações São Sebastião e São João Baptista, com 400 anos, são exemplos únicos de arquitectura militar. Danificada por um terremoto em 1980, Angra está ser restaurada. | ” |

| “ | Desenhado originalmente para ser um monumento para simbolizar a Reconquista, o Convento dos Cavaleiros Templários de Tomar (transferido em 1344 para os Cavaleiros da Ordem de Cristo) acabou por simbolizar exactamente o contrário durante o período Manuelino – a abertura de Portugal a outras civilizações. | ” |

| “ | No séc. XIX, Sintra tornou-se o primeiro centro da Arquitectura Romântica Europeia. Fernando II, transformou um mosteiro em ruínas num castelo, em que esta nova sensibilidade deixa-se ver pelo uso de elementos do estilo Gótico, Egípcio, Mourisco e do Renascimento, e a criação de um parque que mistura espécies exóticas com as locais. Outras habitações luxuosas, foram construídas pela mesma linha ao longo da serra, criando uma combinação única de jardins e parques que acabaram por influenciar a arquitectura paisagística por toda a Europa. | ” |

| “ | O sitio, extensivamente fortificado entre o séc. XVII e o séc. XIX, e representa o maior sistema de fortificações abaluartadas do mundo. No interior das muralhas, a cidade inclui grandes casernas e outras construções militares bem como igrejas e mosteiros. Enquanto Elvas conserva vestígios que remontam ao século X, as suas fortificações datam da época da restauração da independência de Portugal em 1640. Várias das fortificações, desenhadas pelo padre jesuíta Cosmander, representam o mais bem conservado exemplo de fortificações do mundo com origem na escola militar holandesa. O sitio também inclui o Aqueduto da Amoreira, construído para permitir que a fortaleza conseguisse resistir a longos cercos. | ” |

| “ | Esta cidade-museu, cujas raízes vão até aos tempos do Império Romano, alcançou a sua época dourada durante o séc. XV, quando se tornou a residência dos Reis de Portugal. Sua qualidade única deriva desde as casas caiadas de branco decoradas com azulejos às varandas em ferro forjado datadas desde o séc. XVI ao séc. XVIII. Os seus monumentos tiveram uma profunda influencia na arquitectura portuguesa no Brasil. | ” |

| “ | A cidade histórica de Guimarães está associada à emergente identidade nacional de Portugal no séc. XII. Excepcionalmente bem preservada e um belo exemplo da evolução de uma colónia medieval para uma cidade moderna, a sua rica tipologia edificada exemplifica o desenvolvimento específico da arquitectura portuguesa do séc. XV ao séc. XIX, através do uso consistente de materiais de construção e técnicas tradicionais. | ” |

| “ | A cidade do Porto, construída sobre as colinas com vista para o rio Douro, é uma ilustre paisagem urbana com mais de 2,000 anos de história. O seu continuo crescimento, ligado ao mar (os Romanos chamavam-lhe Portus, ou porto), pode ser visto nos muitos e variados monumentos, desde a catedral com o seu coro Romanesco, ao Neo-Clássico Palácio da Bolsa até ao estilo manuelino tipicamente português da Igreja de Santa Clara. | ” |

| “ | O sitio de 987 ha na ilha vulcânica do Pico, a segunda maior do arquipélago dos Açores, compreende uma rede espectacular de largos muros de pedra, amplamente espaçados e paralelos com a orla oceânica, que vão desde a costa ao interior da ilha. Os muros foram construídos para proteger os pequenos e contíguos currais do vento e da água do mar. Evidencias desta vinicultura, cujas origens remontam ao séc. XV, manifesta-se no conjunto extraordinário de campos, casas e mansões do início do séc. XIX, adegas, igrejas e portos. Trabalhada pelo homem, esta paisagem de extraordinária beleza é o melhor vestígio subsistente de uma prática agrícola muito comum noutros tempos. | ” |

| “ | A Laurissilva da Madeira é uma extraordinária relíquia de um tipo de floresta laurissilva anteriormente muito difundida. É a maior área de floresta laurissilva sobrevivente e acredita-se que 90% seja floresta primária. Contém um conjunto exclusivo de plantas e animais, incluindo muitas espécies endémicas, como o pombo-trocaz da Madeira. | ” |

| “ | O Mosteiro de Santa Maria de Alcobaça, a norte de Lisboa, foi fundado no séc. XII pelo Rei Afonso I. Seu tamanho, a pureza do seu estilo arquitectónico, a beleza dos materiais e o cuidado com que foi construído tornam esta uma obra-prima da arte gótica cisterciense. | ” |

| “ | O Mosteiro dos Dominicanos da Batalha, foi construído para comemorar a vitória portuguesa sobre Castela na batalha de Aljubarrota em 1385. Era para ser o principal projecto de construção da monarquia Portuguesa para os próximos dois séculos. Aqui um estilo Gótico nacional e muito original evoluiu, profundamente influenciado pela arte Manuelina, como demonstrado na sua obra-prima, o Claustro Real. | ” |

| “ | Junto à entrada do porto de Lisboa, o Mosteiro dos Jerónimos – começou a ser construído em 1502 – exemplifica a arte portuguesa no seu melhor. A vizinha Torre de Belém, construída para comemorar a expedição de Vasco da Gama, é um lembrança das grandes descobertas marítimas que lançaram as bases do mundo moderno. | ” |

| “ | Os dois sítios pré-históricos de arte rupestre no Vale do Côa (Portugal) e Siega Verde (Espanha) estão localizados nas margens dos rios Águeda e Côa, afluentes do rio Douro, documentam a ocupação humana contínua a partir do final do Paleolítico. Centenas de painéis com milhares de figuras de animais (5,000 em Foz Côa e cerca de 440 em Siega Verde) foram esculpidos ao longo de vários milénios, representando o mais notável conjunto ao ar livre de arte paleolítica da Península Ibérica. | ” |

| “ | Situada numa colina com vista para a cidade, a Universidade de Coimbra e as suas Faculdades, crescerem e evoluiram durante mais de sete séculos dentro da cidade velha. (...) Os edifícios da Universidade tornaram-se referencia no desenvolvimento de outras instituições de ensino superior no mundo lusófono, exercendo uma grande influência sobre a aprendizagem e a literatura. Coimbra oferece um excelente exemplo de uma cidade universitária integrada com uma tipologia urbana específica, bem como as suas próprias tradições cerimoniais e culturais que foram mantidas vivas através dos tempos. | ” |

| “ | (...) Localizada a 30 km a noroeste de Lisboa, a propriedade foi concebida pelo Rei João V em 1711 como uma representação tangível de sua concepção da monarquia e do Estado. Este imponente edifício quadrangular abriga os palácios do rei e da rainha, a capela real, em forma de basílica romana barroca, um mosteiro franciscano e uma biblioteca com 36.000 volumes. O complexo é completado pelo Jardim do Cerco, com seu layout geométrico, e pelo Parque de Caça Real (Tapada). Os Edifícios Reais de Mafra é uma das obras mais notáveis realizadas pelo rei João V, que ilustra o poder e o alcance do Império Português. João V adotou modelos arquitetônicos e artísticos barrocos romanos e italianos e encomendou obras de arte que fazem de Mafra um exemplo excepcional do barroco italiano. | ” |

| “ | Localizada nas encostas do Monte Espinho, com vista para a cidade de Braga, no norte de Portugal, esta paisagem cultural evoca Jerusalém cristã, recriando um monte sagrado coroado por uma igreja. O santuário foi desenvolvido ao longo de um período de mais de 600 anos, principalmente no estilo barroco, e ilustra uma tradição europeia de criação de Sacri Monti (montanhas sagradas), promovida pela Igreja Católica no Concílio de Trento no século XVI, em reação à Reforma Protestante. O conjunto do Bom Jesus está centralizado na Via Crucis, que leva à encosta oeste do monte. Inclui uma série de capelas que abrigam esculturas que evocam a Paixão de Cristo, além de fontes, esculturas alegóricas e jardins formais. A Via Crucis culmina na igreja, que foi construída entre 1784 e 1811. Os edifícios de granito têm fachadas de gesso caiadas de branco, emolduradas por cantaria exposta. A célebre Escadaria dos Cinco Sentidos, com suas paredes, degraus, fontes, estátuas e outros elementos ornamentais, é a obra barroca mais emblemática da propriedade. Eles são emoldurados por uma floresta exuberante e abraçados por um parque pitoresco que, magistralmente situado na colina acidentada, contribui muito para o valor da paisagem do conjunto. | ” |

## Lista indicativa
Em adição aos sítios inscritos na Lista de Património Mundial, os estados membros podem manter uma lista de sítios que pretendam nomear para a Lista de Património Mundial, sendo somente aceites candidaturas de locais que já constarem desta lista. Em 2018, Portugal tinha 21 locais na sua Lista Indicativa.
| Sítio                                                                               | Imagem | Localização | Período              | Dados UNESCO                           | Descrição |
| ----------------------------------------------------------------------------------- | ------ | --- | -------------------- | -------------------------------------- | --------- |
| Ilhas Selvagens                                                                     |        | Madeira 30° 05′ 43,9″ N, 15° 56′ 45,7″ O | N/A                  | 6217;2017;(vii),(viii),(ix),(x)        | [ 24 ]    |
| A Costa Sudoeste                                                                    |        | Alentejo e Algarve 37° 27′ 00″ N, 8° 46′ 00″ O | N/A                  | 1979; 2004; (viii), (ix), (x)          | [ 25 ]    |
| Baixa Pombalina ou Baixa de Lisboa                                                  |        | Lisboa 38° 42′ 41″ N, 9° 08′ 14″ O | século XVIII         | 1980; 2004; (i), (ii), (iv), (v), (vi) | [ 26 ]    |
| Parque Florestal das Carmelitas Descalços e o conjunto do Palacio-Hotel no Bussaco. |        | Buçaco 40° 21′ 00″ N, 8° 21′ 00″ O | século XVII          | 6227; 2017; (ii),(iii),(iv),cultural   | [ 27 ]    |
| Aqueduto das Águas Livres                                                           |        | Lisboa 38° 43′ 36″ N, 9° 10′ 00″ O | século XVIII         | 6221;2017; (i), (ii),(iv)              | [ 28 ]    |
| Fortalezas Abaluartadas da “Raia”                                                   |        | Elvas38° 52′ 50,413″ N, 7° 09′ 51,822″ O Almeida 40° 43′ 29″ N, 6° 54′ 23″ O Marvão 39° 23′ 37,58″ N, 7° 23′ 34,81″ O Valença 42° 10′ 40,93″ N, 8° 38′ 40,96″ O | séculos XVII e XVIII | 6218;2017; (iv),(vi)                   | [ 29 ]    |
| Conjunto de Obras Arquitetónicas de Alvaro Siza em Portugal                         |        | Porto, Lisboa, Évora, Aveiro, Oliveira de Azeméis, Marco de Canaveses, Campo Maior, Leça da Palmeira, Matosinhos, Póvoa de Varzim, Vila do Conde, Ovar, Setúbal | século XX            | 6224;2017;(i),(ii),(iv)                | [ 30 ]    |
| Edifício-sede e Parque da Fundação Calouste Gulbenkian em Lisboa                    |        | Lisboa | 1969                 | 6228;2017; (i),(ii),(iv),(vi)          | [ 31 ]    |
| Centro Histórico de Guimarães e Zona de Couros (extensão)                           |        | Minho, Braga, Guimarães 41° 44′ 00″ N, 8° 29′ 30″ O |                      | 6207;2017;(iii)(iv)(v)                 | [ 32 ]    |
| Lisboa Histórica, Cidade Global                                                     |        | Lisboa 38° 42′ 27″ N, 9° 08′ 11″ O |                      | 6208;2017; (i),(ii),(iii),(iv),(vi)    | [ 33 ]    |
| Levadas da Madeira                                                                  |        | Ilha da Madeira |                      | 6230;2017;(i),(iii),(iv),(v)           | [ 34 ]    |
| Mértola                                                                             |        | Alentejo37° 38′ 15,55″ N, 7° 39′ 54,27″ O |                      | 6209;2017;(ii),(iii),(iv)              | [ 35 ]    |
| Dorsal Médio-Atlântica                                                              |        | Oceano Atlantico, Açores. Inclui: - Algar do Carvão, Ilha Terceira, Açores 38° 43′ 44″ N, 27° 11′ 07″ O - Montanha do Pico, Ilha do Pico.                       |                      | 6231;2017;(vii)(viii)(ix)(x)           | [ 36 ]    |
| Montado, Paisagem Cultural                                                          |        | Alentejo, Algarve, Beira Baixa, Ribatejo |                      | 6210;2017;(iv)(v)(vi)                  | [ 37 ]    |
| Complexo Industrial Romano de Salga e Conserva de Peixe em Tróia                    |        | Grândola, Setúbal 38° 29,183′ N, 8° 53,16′ O |                      | 6223;2017;(iii),(iv)                   | [ 38 ]    |
| Rota de Magalhães. Primeira à volta do Mundo                                        |        | |                      | 6212;2017;(ii)(iv)(vi)                 | [ 39 ]    |
| Caminhos de Peregrinação a Santiago de Compostela: Rotas em Portugal                |        | |                      | 6222;2017;(ii)(iii)(iv)(vi)            | [ 40 ]    |
| Lugares de Globalização                                                             |        | Sagres e as “Terras do Infante”, Lagos, Silves (Algarve), Funchal (Madeira), Angra do Heroísmo, Vila do Porto (Açores)                                          |                      | 6256;2017; (ii)(iv)(vi)                | [ 41 ]    |
| Vila Viçosa, Vila ducal renascentista                                               |        | Alentejo 38° 46′ 44,25″ N, 7° 25′ 04,37″ L |                      | 6214;2017; (ii),(iv)                   | [ 42 ]    |

### Localização
| Inscritos / Data 1. Região Vinhateira do Alto Douro / 2001 2. Zona Central da cidade de Angra do Heroísmo nos Açores / 1983 3. Convento de Cristo em Tomar / 1983 4. Paisagem Cultural de Sintra / 1995 5. Cidade-Quartel Fronteiriça de Elvas e as suas Fortificações / 2012 6. Centro Histórico de Évora / 1986 7. Centro Histórico de Guimarães / 2001; extensão à Zona de Couros / 2023 8. Centro Histórico do Porto / 1996 9. Paisagem da Cultura da Vinha da Ilha do Pico / 2004 10. Laurissilva da Madeira / 1999 11. Mosteiro de Alcobaça / 1989 12. Mosteiro da Batalha / 1983 13. Mosteiro dos Jerónimos e Torre de Belém em Lisboa / 1983 14. Sítios de Arte Rupestre do Vale do Côa e Siega Verde / 1998 15. Universidade de Coimbra – Alta e Sofia / 2013; extensão do Museu Nacional Machado de Castro / 2019 16. Palácio Nacional de Mafra / 2019 17. Santuário do Bom Jesus do Monte / 2019 |

| 1 3 4 5 6 7 8 11 12 13 14 15 16 17Locais dos Sítios Património Mundial em Portugal continental. | 2 9Locais dos Sítios Património Mundial nos Açores. 10Locais dos Sítios Património Mundial na Madeira. |